# Lucky Chanceをもう一度
「Lucky Chanceをもう一度」（ラッキーチャンスをもういちど）は、1985年8月21日にリリースされたC-C-Bの5枚目のシングル。
同年10月1日発売に発売された12インチ・シングルについては「Lucky Chanceをもう一度〜Lucky Mix」を参照。

## 背景
1985年に行われた『第36回NHK紅白歌合戦』に出場(NHK紅白歌合戦としては初出場)し、本楽曲を演奏。1987年の関口誠人脱退後は、田口智治が関口のボーカルパートを引き継いで歌った。

## 記録
TBSの『ザ・ベストテン』通算400週目の1位を獲得（本作以前もC-C-Bは「Romanticが止まらない」で同番組の100曲目の1位を獲得）。

## 収録曲
| 全作詞: 松本隆、全作曲: 筒美京平、全編曲: 船山基紀, C-C-B。 |                            |        |            |      |
| #                                                           | タイトル                   | 作詞   | 作曲・編曲 | 時間 |
| 1.                                                          | 「Lucky Chanceをもう一度」 | 松本隆 | 筒美京平   | 3:08 |
| 2.                                                          | 「サーフ・ブレイク」       | 松本隆 | 筒美京平   | 3:27 |

## カバー
| 曲名                   | アーティスト | 収録作品                                  | 発売日        | 備考 |
| ---------------------- | ------------ | ----------------------------------------- | ------------- | ---- |
| Lucky Chanceをもう一度 | 降幡愛       | アルバム『Memories of Romance in Summer』 | 2022年4月27日 |      |

また、韓国の男性アイドルグループ「悪童クラブ」が、韓国語訳で『Lucky Chance』のタイトルでカバーしている。